# Strast
Strast (starogrčki παθος, latinski passio, - strast, stradanje, trpnja) je vrlo jak osjećaj prema nekome ili nečemu. Razlikuje se od afekta po tome što ne nastupa kao trenutno stanje, nego predstavlja trajno usmjerenje čitave čovjekove duše.
Strast se često povezuje sa seksom, ali ona može biti i profesionalna ili životna, itd. U brojnim filozofijama i religijama se pobjeda nad strastima smatra najvećom vrlinom. 

## Filozofija
Stoici su kao ideal zagovarali apatiju ili ukidanje strasti zbog njene škodljivosti. Filozofija renesanse otkrila je pozitivnu ulogu strasti. Spinoza razlikuje strasti prema tome da li povećavaju (radost) ili smanjuju (žalost) moć našega djelovanja. 